# Maladanza

Maladanza es un grupo español de música antigua formado en 1999 en Calahorra (La Rioja). Fue fundado en virtud del interés de sus componentes por la interpretación y la difusión de la música, española y europea, compuesta desde el siglo X hasta el XVI, así como de canciones, coplas y romances procedentes de la tradición sefardí.
Los diferentes repertorios del grupo están basados en el estudio de los cancioneros de esas épocas, tales como el Liber Ordinum Ms.56 (s. X), el Códice Calixtino (siglo XII), las Cantigas de Santa María (siglo XIII), el Llibre Vermell de Montserrat siglo XIV, el Cancionero de Montecassino (siglo XV) y el Cancionero de Palacio (siglo XV-XVI), entre otros. En cuanto a la música sefardí, Maladanza ha trabajado principalmente con el material recogido por la etnomusicóloga Susana Weich-Shahak en las distintas comunidades sefarditas dispersas por la cuenca mediterránea.
Para la interpretación de esta música, los miembros de Maladanza utilizan instrumentos de la época construidos por ellos mismos, basándose en el estudio organológico que realizan por medio de la iconografía medieval existente, principalmente, en los edificios románicos y en las miniaturas de los códices.

## Discografía
- Maladanza (2003)
- El Campo de Benesat. Un pueblo, dos culturas[10]  (2011)
- Consolamentum (2024)